# Női 800 méteres síkfutás a 2015. évi nyári európai ifjúsági olimpiai fesztiválon
A 2015. évi nyári európai ifjúsági olimpiai fesztiválon az atlétikai versenyszámokat Tbilisziben rendezték. A férfi 800 méteres síkfutás selejtezőit július 28.-án, a döntőt pedig augusztus 1.-én rendezték.

## Rekordok
A versenyt megelőzően a következő rekordok voltak érvényben:
| Ifjúsági világrekord | Yuan Wang (Kína)         | 1:57.18 |
| EYOF rekord          | Sidorska Olena (Ukrajna) | 2:05.26 |

## Selejtező
Minden selejtezőcsoport első 2 helyezettje (Q) illetve a további legjobb 2 időeredménnyel (q) rendelkező sportoló jutott tovább a döntőbe. Minden nemzet egyetlen sportolóval képviselhette magát.
| H  | Csoport | Név                                | Nemzet              | E       | Mj   |
| -- | ------- | ---------------------------------- | ------------------- | ------- | ---- |
| 1  | 1       | Malin Edland                       | Norvégia            | 2:09.80 | Q    |
| 2  | 1       | Adrianna Daria Czapla              | Lengyelország       | 2:10.32 | Q PB |
| 3  | 1       | Diana Elena Bogos                  | Románia             | 2:11.79 | q PB |
| 4  | 2       | Marharyta Kachanava                | Fehéroroszország    | 2:11.84 | Q    |
| 5  | 2       | Liliyana Georgieva                 | Bulgária            | 2:11.89 | Q    |
| 6  | 1       | Martina Tozzi                      | Olaszország         | 2:12.41 | q    |
| 7  | 2       | Sonja Isasbelle Andenmatten        | Svájc               | 2:13.04 | PB   |
| 8  | 2       | Cameron Sandra Vandenbroucke       | Belgium             | 2:13.93 |      |
| 9  | 3       | Michaela Červínová                 | Csehország          | 2:15.72 | Q    |
| 10 | 3       | Katrina Lemez                      | Bosznia-Hercegovina | 2:15.83 | Q    |
| 11 | 3       | Eugenie Morel                      | Franciaország       | 2:15.89 |      |
| 12 | 2       | Sivan Urbach                       | Izrael              | 2:16.51 |      |
| 13 | 3       | Foteini Mistakidou                 | Görögország         | 2:17.34 |      |
| 14 | 3       | Marika Aarnio                      | Finnország          | 2:17.40 |      |
| 15 | 3       | Famke Heinst                       | Hollandia           | 2:18.25 |      |
| 16 | 2       | Christina Petri                    | Ciprus              | 2:19.71 |      |
| 17 | 1       | Darya Vdovychenko                  | Ukrajna             | 2:19.83 |      |
| 18 | 2       | Silvia Rotari                      | Moldova             | 2:20.65 |      |
| 19 | 3       | Radka Škovranová                   | Szlovákia           | 2:21.34 |      |
| 20 | 2       | Patricia Alexandra Cabral Da Silva | Portugália          | 2:21.56 |      |
| 21 | 3       | Nina Tsertsvadze                   | Grúzia              | 2:23.11 |      |
| 22 | 1       | Vilma Mimmi Celina Jonsson         | Svédország          | 2:25.25 |      |
| 23 | 1       | Carla Morral Martin                | Spanyolország       | 2:46.35 |      |

## Döntő
| H     | Név                   | Nemzet              | E       | Mj |
| ----- | --------------------- | ------------------- | ------- | -- |
| Arany | Malin Edland          | Norvégia            | 2:07.43 |    |
| Ezüst | Liliyana Georgieva    | Bulgária            | 2:07.89 | PB |
| Bronz | Adrianna Daria Czapla | Lengyelország       | 2:08.84 | PB |
| 4     | Marharyta Kachanava   | Fehéroroszország    | 2:09.86 |    |
| 5     | Diana Elena Bogos     | Románia             | 2:11.42 | PB |
| 6     | Martina Tozzi         | Olaszország         | 2:13.53 |    |
| 7     | Michaela Červínová    | Csehország          | 2:21.10 |    |
| 8     | Katrina Lemez         | Bosznia-Hercegovina | 2:21.71 |    |